# Salmacis roseovidris
Salmacis roseovidris is een zee-egel uit de familie Temnopleuridae.
De wetenschappelijke naam van de soort werd in 1927 gepubliceerd door René Koehler.